# Milena Agus
Milena Agus (Gênova, 1955) é uma escritora e professora italiana.

## Biografia
Nascida em Gênova em 1955, de pais da Sardenha, vive e trabalha em Cagliari, onde ensina italiano e história no "Instituto Técnico Meucci". Trabalha também na Escola Artística de Cagliari "Foiso Fois". Ela faz parte do grupo da Nuova letteratura sarda.

## Obras principais
- 2005: Mentre dorme il pescecane, Roma, Nottetempo
- 2006: Mal di pietre, Roma, Nottetempo
- 2007: Perché scrivere, Roma, Nottetempo
- 2007: Scrivere è una tana. La Sardegna pure, em AA. VV. (a cura de Giulio Angioni), Cartas de logu: scrittori sardi allo specchio, Cagliari, CUEC
- 2008: Il vicino, Cagliari, Tiligù
- 2008: Ali di babbo, Roma, Nottetempo
- 2009: La contessa di ricotta, Roma, Nottetempo
- 2010: Nascosto al giorno. Il piacere di leggere e di scrivere, (con Ettore Cannas), Cagliari, Tiligù
- 2011: Sottosopra, Roma, Nottetempo
- 2014: Guardati dalla mia fame (com Luciana Castellina), Nottetempo
- 2017: Terre promesse, Nottetempo

## Prêmios
- 2004: Premio Junturas 2004, com Mal di pietre
- Premio Relay («roman d'évasion») na França
- 2007: Premio Forte Village
- 2007: Premio Campiello, seleção dos juízes
- 2007: Premio Santa Marinella
- 2007: Premio Elsa Morante